# Psoidia pexicollis
Psoidia pexicollis is een keversoort uit de familie boorkevers (Bostrichidae). De wetenschappelijke naam van de soort is voor het eerst geldig gepubliceerd in 1912 door Lesne.